# Cunninghamia

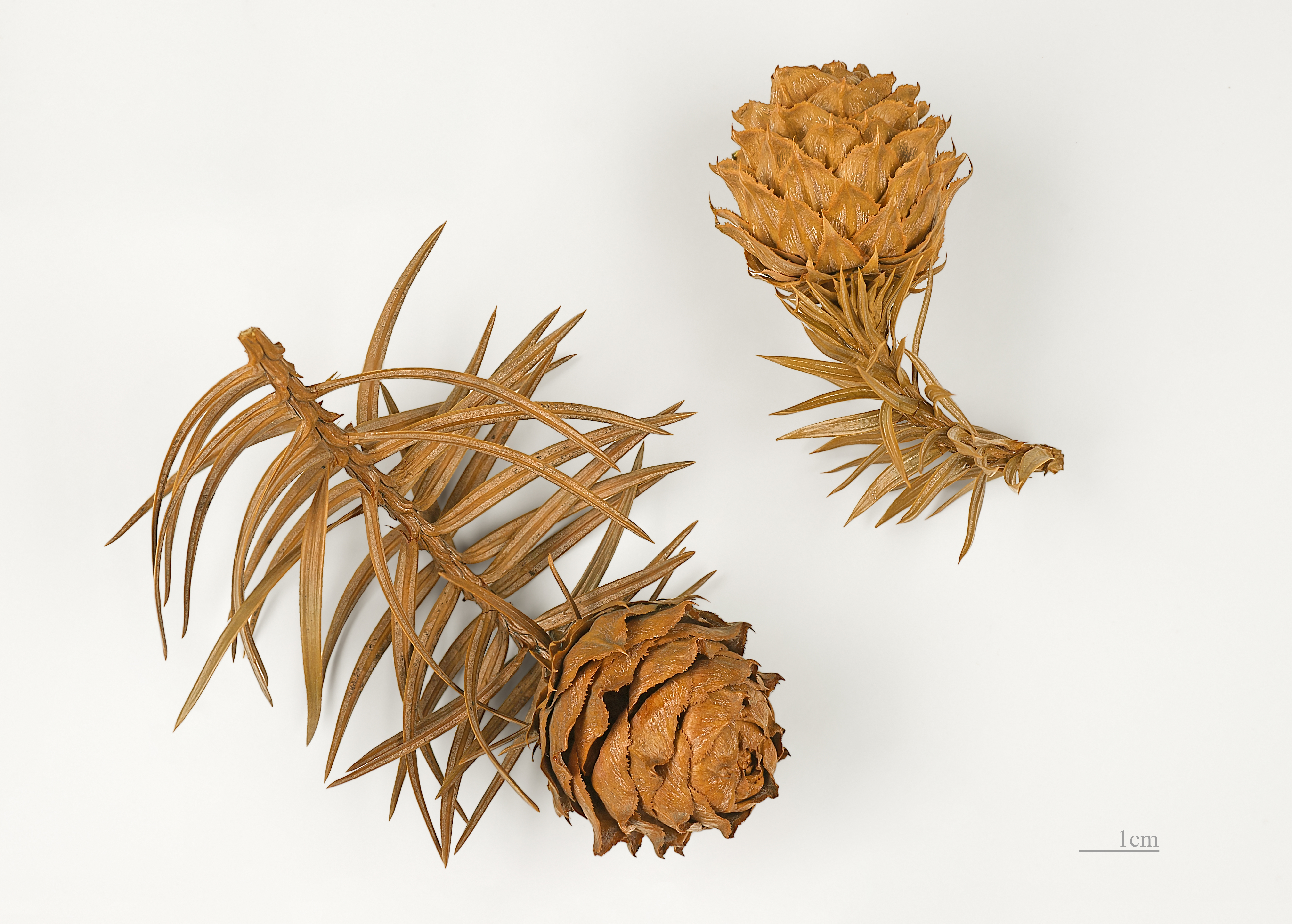
Cunninghamia lanceolata

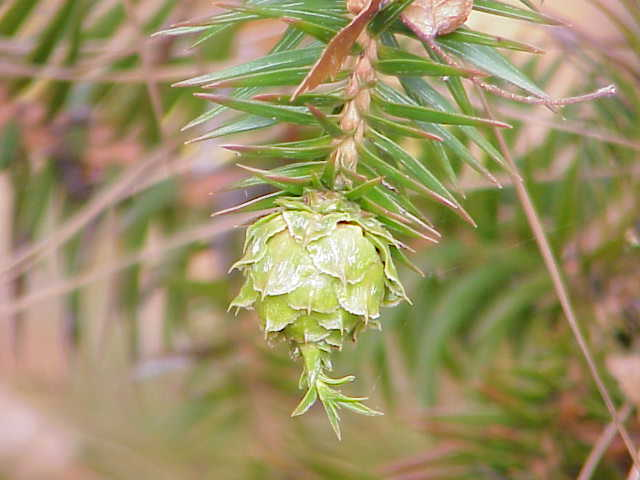
Un cono femminile

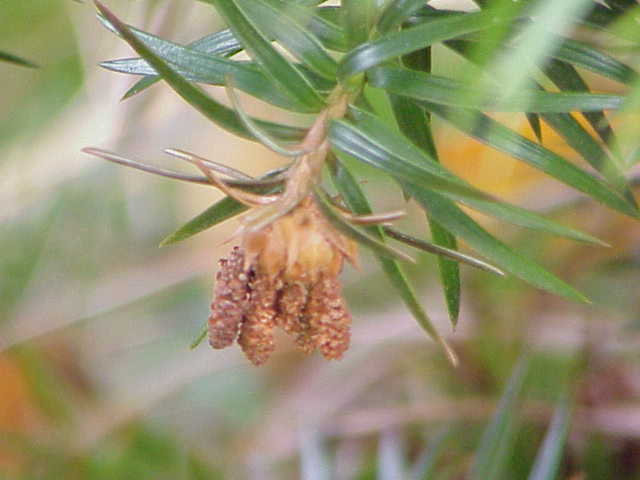
Grappolo di coni maschili

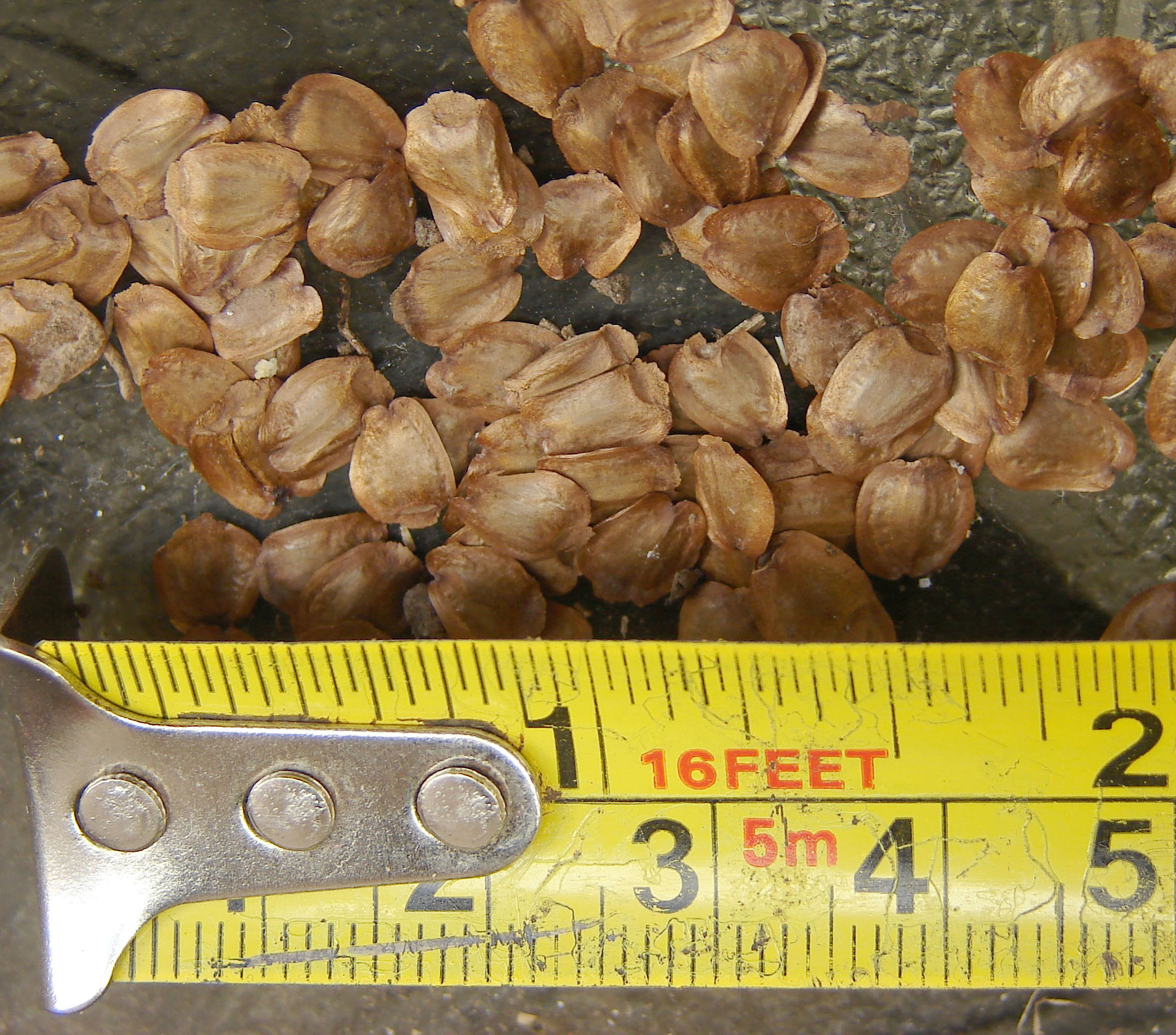
Semi rilasciati raccolti dal terreno

Cunninghamia è un genere costituito da una o due specie viventi di conifere sempreverdi della famiglia delle Cupressaceae. Sono originari dell'Asia e nel linguaggio comune, è più spesso conosciuta come Cunninghamia, ma a volte è anche chiamata "abete cinese" (sebbene non sia un abete). Il nome del genere Cunninghamia è in onore del Dr. James Cunningham, un medico britannico che introdusse questa specie nella coltivazione nel 1702 e del botanico Allan Cunningham.
In Italia il legname di Cunninghamia è anche conosciuto come Cipresso di Cunningham.

## Distribuzione e habitat
È originario della Cina, del Laos, di Taiwan, del Vietnam e forse della Cambogia; è stato ampiamente introdotto in Giappone. A causa di diffuse e antiche piantagioni, a scopo ornamentale o per la produzione di legname (spesso nei terreni di templi buddisti o di altro tipo, un problema che riguarda anche il Ginkgo), la sua distribuzione originaria non è nota con certezza. In passato, C. lanceolata era la specie continentale e C. konishii la specie di Taiwan, ma C. konishii è ora conosciuta in modo definitivo dal Vietnam e dal Laos, in alcuni casi da località in aree selvagge e remote dove è improbabile che le azioni umane abbiano introdotto la specie. È originaria dei climi che variano da subtropicale fresco a temperato fresco dove le precipitazioni cadono principalmente dalla primavera all'autunno.
Sebbene assomigli a specie di conifere che si trovano in climi molto più freddi, l'albero è altamente tollerante al caldo e può crescere fino al livello del mare in regioni come Hong Kong.

## Tassonomia
È il membro più "primitivo" delle Cupressaceae. Le prove filogenetiche indicano che il suo lignaggio si è separato dal resto della famiglia all'inizio del Giurassico.
In passato, il genere era solitamente inserito nella famiglia delle Taxodiaceae. Il genere è ora incluso nelle Cupressaceae, anche se alcuni botanici lo ritengono appartenente a una famiglia a sé stante, le Cunninghamiaceae.
Tradizionalmente si dice che il genere contenga due specie simili, Cunninghamia lanceolata e C. konishii, spesso indicate rispettivamente come "abete cinese" e "abete di Taiwan". C. lanceolata è presente nella Cina continentale, in Vietnam e nel Laos, mentre C. konishii è limitata a Taiwan. Tuttavia, le prove genetiche molecolari suggeriscono che si tratti della stessa specie e che il C. konishii di Taiwan derivi da molteplici colonizzazioni dal continente. Poiché C. lanceolata è stato il primo nome pubblicato, questo ha la priorità se i due nomi venissero combinati. In questo caso, l'abete di Taiwan diverrebbe Cunninghamia lanceolata var. konishii. Tuttavia, non c'è ancora un consenso sull'opportunità di unire le due specie.

## Descrizione
Sono alberi che raggiungono i 50 metri di altezza e la forma generalmente è conica, con rami orizzontali a più livelli, spesso un po' penduli verso le punte. Cunninghamia porta foglie aghiformi, coriacee, morbide e rigide, di colore verde o verde-blu, disposte in due file che si avvolgono a spirale intorno al fusto con un arco verso l'alto; sono lunghe 2–7 cm e larghe 3–5 mm alla base, e presentano due bande stomatiche bianche o bianco-verdastre sotto e talvolta anche sopra. Il fogliame può assumere una colorazione bronzea in caso di clima invernale molto freddo.
I coni sono piccoli e poco appariscenti al momento dell'impollinazione, alla fine dell'inverno: i coni pollinici sono riuniti in grappoli di 8-20 unità, mentre i coni femminili sono singoli o a 2-3 unità.
Le pigne maturano in 7-8 mesi di forma brevemente cilindrico-ovoidali lunghe 12mm al momento dell'impollinazione successivamente assumono una forma ovoidale-subglobosa, con squame disposte a spirale; ogni squama porta 3 semi. Gli alberi coltivati sono spesso prolifici (con un germoglio vegetativo che cresce oltre la punta del cono); questo è raro negli alberi selvatici e potrebbe essere una cultivar selezionata per una facile propagazione vegetativa da utilizzare nelle piantagioni forestali.
Man mano che l'albero cresce, il suo tronco tende a pollonare intorno alla base, in particolare in seguito a danni al fusto o alle radici, e può quindi crescere in una forma a più tronchi. La corteccia da grigio scuro a marrone scuro o marrone rossastro e fessurata longitudinalmente e negli alberi maturi si sfalda in scaglie irregolari esponendo la corteccia interna giallo-rossastra. Gli esemplari più vecchi hanno spesso un aspetto lacero, poiché i vecchi aghi possono rimanere attaccati ai fusti fino a 5 anni.

## Legname
Il legno profumato, leggero (p. sp. 0,45 da secco), di colore chiaro, mediamente tenero,  omogeneo e molto durevole, resistente ai marciumi e ai processi di decomposizione, viene utilizzato in falegnameria e come legno da costruzione.
È spesso avvicinato al legno di cedro rosso del genere cryptomeria, a cui si avvicina per l'odore e la resistenza agli agenti atmosferici, ma da cui differisce per il colore e per il peso specifico tendenzialmente superiore.

### Caratteristiche del legno
- Peso specifico: 450 kg/m3 circa
- Aspetto: alburno bianco, durame più scuro, marrone. Tessitura fine. Presenza fitta di nodi scuri prevalentemente sani.
- Stabilità: elevata
- Durezza: media
- Durabilità: molto elevata
- Lavorabilità: molto buona
- Utilizzo in Italia: realizzazione di scatole in legno, pannelli per casseformi
- Utilizzo nel mondo: legno da costruzione, pareti divisorie, recinzioni, travi, anime di listellare
- Note: Odore caratteristico. Fortemente resistente all'attacco di muffe.